# Корисні копалини Вірменії
Надра Вірменії багаті рудними корисними копалинами.

## Загальна інформація
Промислове значення мають руди кольорових і чорних металів, кам. сіль, бентонітові глини, перліти, вогнетривкі глини, діатоміти, травертини, пемзи, туфи і туфолави, базальти, граніти, андезити, андезито-базальти, мармури, мармуровані вапняки і інш. Виявлені пром. скупчення напівдорогоцінних та виробних каменів (агат, аметист, бірюза, яшма, обсидіан). Запаси руд і металів затверджені по 20 родовищам: три — міді, шість — молібдену, п'ять — поліметалічних (свинець, цинк та інш.), чотири — золота, два — заліза (2002 р). Більшість родов. представлена комплексними рудами — мідно-молібденовими або золото-поліметалічними:

## Основні корисні копалини Вірменії станом на 1998-99 рр.
| Корисні копалини | Запаси       | Запаси   | Вміст корисного компоненту в рудах, % | Частка у світі, % |
| Корисні копалини | Підтверджені | Загальні | Вміст корисного компоненту в рудах, % | Частка у світі, % |
| ---------------- | ------------ | -------- | ------------------------------------- | ----------------- |
| Золото, т        | 220          | 315      | 7,1 г/т                               | 0,4               |
| Мідь, тис. т     | 6275         | 6540     | 0,29 (Cu)                             | 0,9               |
| Молібден, тис. т | 680          | 700      | 0,033                                 | 7,6               |
| Свинець, тис. т  | 178          | 227      | 0,68 (Pb)                             |                   |
| Срібло, т        | 3000         | 3600     | 100 г/т                               | 0,5               |
| Цинк, тис. т     | 702          | 830      | 2,7 (Zn)                              | 0,3               |

## Окремі види корисних копалин
Залізорудні родовища знаходяться в центральних, північних і південно-східних районах країни: Абовянське (Капутанське) з розвіданими запасами апатит-магнетитових руд близько 244 млн т (сер. вміст Fe 28%), Разданське родов. магнетитових руд із запасами 50 млн т (вміст Fe 32%), Сваранцьке родовище (сер. вміст Fe 20%), а також на півночі — Ахтальське. Запаси руд Абовянського та Разданського родовищ затверджені як мінеральна сировина для виробництва чистого заліза. На Абовянському родовищі залізняк залягає під покривалом базальтових і андезито-базальтових лав, потужність яких 50-180 м. Ці породи детально розвідані, а запаси в об'ємі 64 млн м³ затверджені як будівельні матеріали. Спеціальні сталі і сплави з руди Разданського родовища характеризуються дуже високими властивостями, що пояснюється винятковою чистотою руд і наявністю ряду рідкісноземельних елементів. Родовище має сприятливі умови для відкритої розробки: рудне тіло представлене полого-похилим пластовим тілом, що має безпосередній вихід на земну поверхню; при його відпрацюванні на всю глибину поширення (до 300 м) середній коефіцієнт розкриву становитиме всього 0,6 м³/т.
Молібден. Вірменія багата на молібденові руди. Вона володіє 5,1% загальних і 7,6% підтверджених світових запасів молібдену. Запаси молібдену Вірменії характеризуються високою мірою концентрації, майже всі вони зосереджені в молібден-міднопорфірових родовищах Каджаранського рудного поля (понад 90%) і в невеликому родовищі Агарак. Середній вміст молібдену в рудах невисокий (близько 0.03%), але родовища комплексні, розробляються відкритим способом і знаходяться в освоєному районі. Найбільше Каджаранське гідротермалічне родовище, являє собою штокверк з прожилково-вкрапленими мідно-молібденовими рудами, що попутно містять реній, селен, телур, бісмут. Затверджені запаси родовища дозволять вести експлуатаційні роботи ще понад 100 років. Інші родовища: Агаракське мідно-молібденове, мідні – Кафанське, Шамлугське, Алавердське, Лічкське.
Золото та кольорові метали. Вірменія багата на поклади золота. Шаумянське золото-поліметалічне родов. знаходиться в межах Капанського рудного поля і представлене жильним типом зруденіння. Жили мають круте падіння, потужність 1-5 м.  Розвідані запаси руди оцінюються в 15-16 млн т (2000). Основні корисні компоненти в руді: золото (середній вміст 2,6 г/т), срібло (50,0 г/т), цинк (2,4 %), мідь (0,6 %), свинець (0,15 %). Два інших золото-поліметалічних родовища — Лічквазьке і Тертерасарське (неподалік Агаракського мідно-молібденового комбінату) мають жильні рудні тіла потужністю до 3 м. Затверджені балансові запаси руди Лічквазького родовища становлять 3,4 млн т при середньому вмісті золота 5,3, срібла 32 г/т. Тертерасарське родовище менше за масштабами (325 тис. т), але характеризується високою якістю руди (вміст золота 11 г/т). У Сюнікській області є ще ряд родовищ і виявів кольорових і благородних металів, що можуть представити промисловий інтерес. Експлуатуються Сотське і Меградзорське золоторудні родовища.
З інших родовищ кольорових і благородних металів заслуговує уваги Алавердське і Шамлугське мідні, Ахтальське і Гладзорське поліметалічне, Арманізьке і Азатекське золото-поліметалічні. Найбільшим з них є резервне Арманізьке родовище, розташоване за 50 км від м. Алаверді; затверджені запаси руди становлять 15 млн т,  середні вмісти корисних компонентів: золота — 0,84, срібла — 11,0 г/т; міді — 1,08, цинку — 2,6, свинцю — 1,22 %. Родовище планують розробляти підземним способом. Перші три родовища розташовані на півночі Вірменії і експлуатувалися в складі Алавердського гірничо-металургійного комбінату. Рудні тіла цих родовищ — круті і пологі жили, рудоносні зони і лінзи. Залишок запасів руди на Алавердському родовищі (2000 р) — 4,8 млн т (при середньому вмісті міді 2,8 %); на Шамлугському — 4,5 млн т (сер. вміст міді 3,4 %); на Ахтальському — 1,3 млн т (сер. вміст міді 0,6, свинцю 1,7, цинку 4,5 %). 
Алюміній, барит. Країна має промислові запаси алюмінієвих нефелінових сієнітів, а також бариту з домішкою золота і срібла, родовища свинцю, цинку, марганцю, золота, платини, сурми, ртуті, арсену. 
Рідкісноземельні метали. Зустрічаються рідкісноземельні метали бісмут, ґалій, індій, селен, талій, телур, реній. Держбалансом Вірменії враховується реній, селен, телур, бісмут, індій, ґалій, кадмій. В рудах і продуктах їх переділу зустрічаються: для руд мідно-молібденової формації — бісмут, ванадій, залізо і титан, скандій, платиноїди, радіогенний осмій, для золотополіметалічних — ґерманій, стибій, арсен та інші. 
Платиноїди. За попередніми даними, очікувані запаси платиноїдів у рудах Каджаранського родовища — близько 130 т. Крім того, платиноїди (0,1-1 г/т) виявлені в чорносланцевій формації Вірменії. 
Техногенні родовища металів. Важливою сировиною для переробки є техногенні родовища металів. Так у хвостах збагачення руди Каджаранського мідно-молібденового родовища ванадій переходить у відходи збагачення та магнетитовий концентрат. В мідь-електролітних шламах Алавердського ГМК концентрація платиноїдів складає: паладія — до 60-90 г/т, платини — 20-50 г/т, родію — 0,5-2,5 г/т.
Родовища неметалічних корисних копалин у Вірменії включають різноманітні види природного каменя — вулканічних і фельзитових туфів, гранітоїдних і карбонатних порід, базальту, андезиту, мармуру тощо. Поширені травертини. Серед напівдорогоцінних і виробних каменів виділяються агат, яшма, аметист, берил, яхонт, обсидіан, онікс, бірюза. Різнокольорові вулканічні туфи і туфолави артикського типу знайшли застосування як облицювальний матеріал. Запаси будівельного каменя (всього 120 родовищ) складають понад 690 млн м³, а облицювального (60 родовищ) — 276 млн м³ (2000 р). Серед туфових родовищ своїми масштабами і високими фізико-механічними властивостями виділяється Артикське (запаси 143 млн м³, Ширакська обл.). В. має велику сировинну базу природних мінеральних сорбентів. У Вірменії є великі запаси перліту (160 млн т). Прогнозні запаси перліту визначаються в декілька млрд м³. Особливо важливими є Арагацьке родовище перлітів, Сарігюхське — бентонітів,  Джрадзорське — діатомітів і Ноємберянське — цеолітів. Затверджені запаси Арагацького родовища становлять 85,0 млн м³, Сарігюхського — 67,0 млн т, Джрадзорського — 1,0 млн м³ і Ноємберянського — 12,0 млн т (2000). Інтерес представляють родовища природних легких заповнювачів — вулканічних шлаків і пемзових пісків. Запаси цих корисних копалин вимірюються багатьма десятками мільйонів м³ і характеризуються високою якістю. 
Прогнозні запаси кам'яної солі у Вірменії оцінюються в декілька млрд т. Найбільше родовище — Аванське (Приєреванський басейн кам'яної солі), де розвідані також Еларське та Егвардське родовища. 
Інші види корисних копалин. У Вірменії є сировинна база для розвитку гірничих підприємств з видобутку цементної, скляної, керамічної і інших видів мінеральної сировини. Бентонітові глини (понад 70 млн т) відкриті в Сарігюхському родов. (Іджеванський район). Поклади вогнетривкої сировини розвідані в Шоржінському родов. на березі озера Севан. Запаси сировини, придатної для виготовлення форстеритових виробів, 20 млн т.  Відомі близько 7500 джерел прісної і 1300 мінеральної води, багато з яких використовуються в бальнеологічних цілях (Джермук, Арзні, Діліжан, Бжні, Анкаван, Севан і інш.).